# 粉鳥林漁港
粉鳥林漁港位於臺灣宜蘭縣蘇澳鎮東澳里，為由民國72年（1983年）始建，民國74年（1985年）陸續啟用各設施之漁港。本港為第二類漁港，主管機關為宜蘭縣政府，而實際管轄者則為頭城區漁會。

## 基本資料
於民國82年（1993年）5月29日時，原為行政院農業委員會漁業署指定之第三類漁港（地方性渔港），經民國95年（2006年）之漁業法修正後升等為第二類漁港（区域性渔港）。港內碼頭長度為348公尺，泊地面積為0.68公頃；陸域面積為3.997公頃；水域面積為6.46公頃（分為外港口以外3.889公頃、內外港口間1.085公頃及內港口以內1.486公頃），並另附設有漁獲拍賣場、整網場、安檢所、船隻加水站及曳船用斜坡道等漁業用設施。根據計畫，本漁港可停靠43艘傳統漁業用動力漁船/筏、10艘娛樂漁業用漁船及2艘藍色公路相關船隻。另外，此港也設有相關堤岸或防護措施，包括北防波堤127公尺、東防波堤75公尺及西防砂堤40公尺。

## 歷史沿革
名稱來自於鄰近之粉鳥林聚落，粉鳥即為台語之鴿子。原址作用為定置網漁船停泊用之灘地，而後，因停泊船隻數量逐漸上升，民國71年開始投資並興建。於民國74年時，已有碼頭246公尺、泊地0.68公頃、船隻加水站及曳船用斜坡道完工。由於港口較寬導致穩靜度不足，「第二期台灣地區漁港建設方案」中於民國84年（1995年）編列新台幣3千萬元延長防波、砂堤。民國91年（2002年）時另行延長外廓防波堤30公尺，以期改善港口之穩靜度。

## 利用狀況
此港主要用途原為漁業居多，但因初期人煙稀少，景色優美，遊客有逐年增加之趨勢。此處也因此成為槳板的熱門遊玩地點，不過過去曾有漁民與槳板玩家發生衝突的紀錄。港口周圍亦設有水產動植物繁殖保育區，除將部分區域設為核心區（約2.4公頃）完全禁漁外，更大的範圍則設為永續保護區（約15.1公頃），此區未核准前不可使用網具、籠具、潛水器材或魚槍採捕水產動植物，另外，永續發展區內允許採捕的海膽也嚴格規定其採捕量及海膽尺寸之下限。

## 交通

### 主要道路
- 台9線（蘇花公路）

### 公車
- 國光客運：122（蘇澳轉運站-粉鳥林）[9]

### 鐵路
臺灣鐵路管理局
- 北迴線：東澳車站

## 外部連結
- 頭城區漁會